# Sceloporus hunsakeri
Sceloporus hunsakeri là một loài thằn lằn trong họ Phrynosomatidae. Loài này được Hall & Smith mô tả khoa học đầu tiên năm 1979.